# Xiaomi Redmi 7
Xiaomi Redmi 7 je chytrý mobilní telefon vyvinutý čínskou společností Xiaomi. Telefon je vyráběn ve čtyřech variantách poháněných osmijádrovým procesorem Qualcomm Snapdragon 632 s grafickým čipem Adreno 506. Nejméně výkonná varianta je tvořena 3 
GB operační pamětí RAM a 16 GB pamětí ROM. U dalších dvou variant je základem 3 GB RAM doplněná 32 nebo 64 GB ROM. Poslední nejvýkonnější varianta je tvořena spojením 4 GB a 64 GB.

## Specifikace

### Design a konstrukce
Celá konstrukce telefonu působí uceleným dojmem, především díky všem zaoblením a téměř bezrámečkovým 6,26“ IPS LCD displejem s rozlišením HD+ a rozlišením obrazovky 1 520 × 720. Tento velký displej je chráněn ochranným sklem Corning Gorilla Glass 5.
U horního rámečku je výřez displeje, ve kterém je umístěna přední selfie 8MPx kamera (f/2). Záda telefonu jsou zpracována novým Aura designem ve třech verzích Cornet Blue (modrá), Lunar Red (červená) a Eclipse Black (černá). Na zádech je umístěna čtečka otisku prstů a 12MP+2MP AI Duální kamera (f/2.2).

### SW
Redmi 7 funguje na nadstavbě MIUI 10, která je založena na Androidu 9 Pie. Aktuální systém: Android 9.0 (Pie), MIUI 11

### HW
CPU Qualdcomm Snapdragon 632 má 8 jader Kryo 250 taktované na 1.8 GHz. Procesor je postaven na grafickém jádru Adreno 506 a je konstruován pro podporu duálního fotoaparátu, rychlého nabíjení a nižší spotřeby energie.
Baterie je nevyjímatelná a má kapacitu o velikosti 4000 mAh, která dokáže vydržet 2 dny při běžném použití. Lze nabíjet maximálně nabíječkou s výstupem 10 W (5 V/2 A).
Paměť
- RAM – LPDDR3
- ROM – eMMC 5.1(paměťový čip NAND)[2]